# Åhléns Kvarn
Åhléns Kvarn var ett kvarnföretag i Eskilstuna med bland annat en stor kvarn i Skogstorp.
Handelsmännen Per Åhlén (död 1918) och Karl Höglund från Sköllersta socken grundade 1876 firman Åhlén och Co. i Eskilstuna för handel av spannmål, foder och gödningsämnen. De arrenderade också Gustav Adolfskvarnen i Torshälla och senare Sörkvarn i Hallstahammar och Tunafors kvarn i Eskilstuna samt inköpte Vilsta kvarn och Skjulsta kvarn vid Hyndevadsån ungefär vid nuvarande Vilsta naturreservat och Skjulsta. År 1917 ombildades verksamheten till aktiebolaget Åhlén & Co AB.
År 1918 uppförde företaget omedelbart söder om Skogstorps station en stor kvarn för vete- och rågmjöl, med två intilliggande femvåningsbyggnader: kvarnhuset och magasinet. Åhlén & Co. AB drev också parallellt en kvarn i en trevåningsbyggnad i Skjulsta..
Åhléns Kvarn sålde vetemjöl med varumärkena "Guldstjärnan" och "Gripen". Bolaget rekonstruerades 1923 under namnet Åhléns Kvarn AB. Bolaget arrenderade från 1923 också Statens spannmålslagerhus i Eskilstuna, som revs på 1980-talet.